# Lésion cellulaire
Les lésions cellulaires sont des anomalies cellulaires visibles morphologiquement à l'œil nu (macroscopie) ou au microscope (microscopie). Elles forment des anomalies morphologiques, qui peuvent être qualitatives ou quantitatives. Les lésions cellulaires sont visibles au niveau du cytoplasme ou du noyau cellulaire.

## Exemples
- Anomalies de la taille cellulaire
  - Hypertrophie cellulaire
  - Hypotrophie cellulaire
- Anomalies de la différenciation cellulaire
  - Métaplasie
  - Anaplasie
- Nécrose cellulaire